# النظام المصرفي والتأمين في إيران

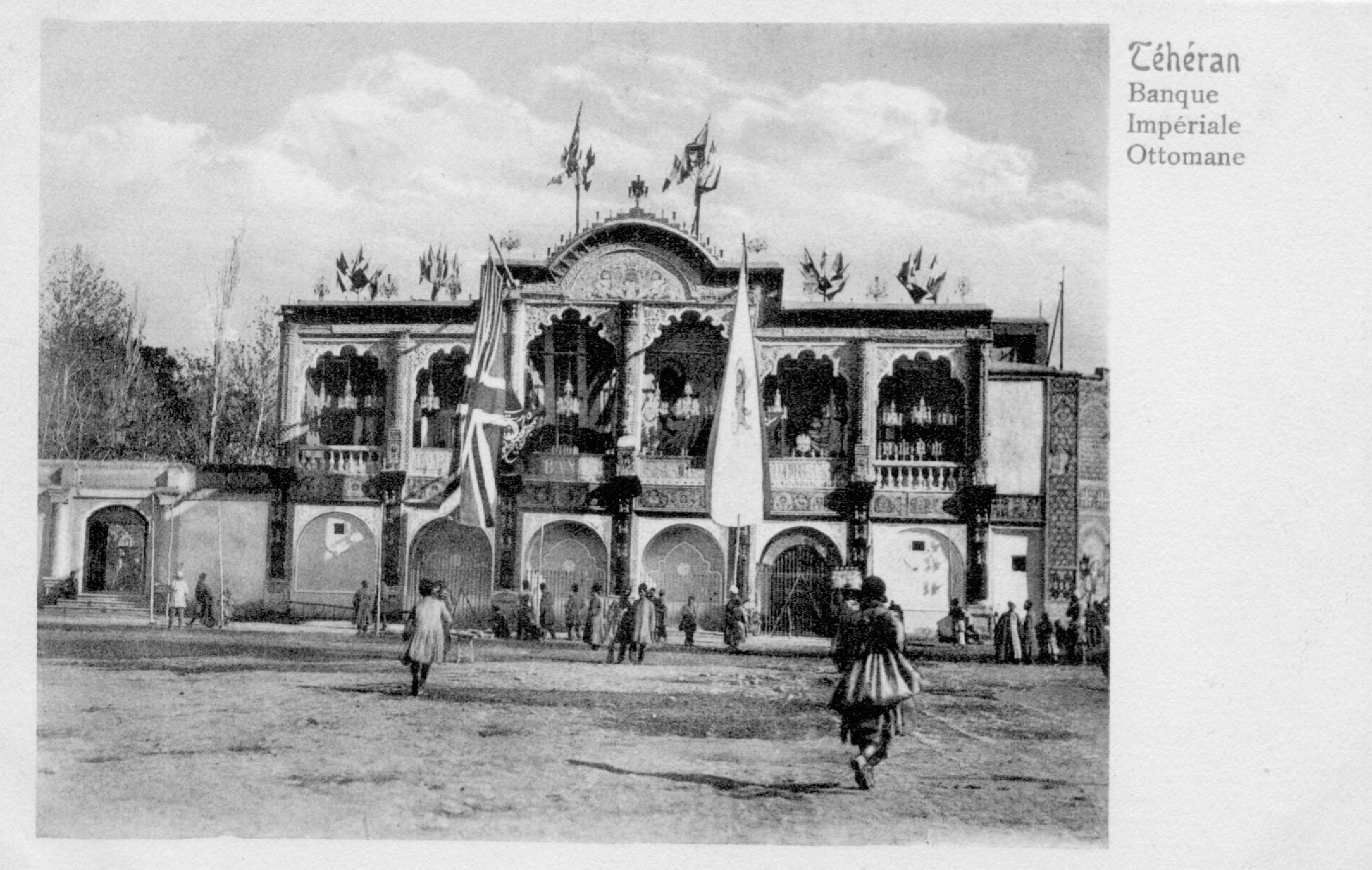
فرع بنك العثماني في طهران: دور البنوك الأجنبية في تشكيل النظام المصرفي والتأمين في إيران

بعد الثورة الإيرانية، تم تحويل النظام المصرفي الإيراني ليعمل على أساس إسلامي بدون فوائد. اعتبارا من عام 2010 كان هناك سبعة بنوك تجارية كبيرة تديرها الحكومة. اعتبارًا من مارس 2014، شكلت الأصول المصرفية الإيرانية أكثر من ثلث الإجمالي المقدر للأصول المصرفية الإسلامية على مستوى العالم. وبلغت قيمتها 17344 تريليون ريال إيراني أو 523 مليار دولار أمريكي بسعر الصرف في السوق الحرة باستخدام بيانات البنك المركزي، بحسب رويترز.
منذ عام 2001، تحركت الحكومة الإيرانية نحو تحرير القطاع المصرفي، على الرغم من أن التقدم كان بطيئًا. في عام 1994، أذن البنك المركزي (البنك المركزي) بإنشاء مؤسسات ائتمان خاصة، وفي عام 1998 سمح للبنوك الأجنبية (التي أنشأ الكثير منها بالفعل مكاتب تمثيلية في طهران) بتقديم خدمات مصرفية كاملة في مناطق التجارة الحرة الإيرانية. سعى البنك المركزي إلى اتباع ذلك بإعادة الرسملة والخصخصة الجزئية للبنوك التجارية القائمة، سعياً لتحرير القطاع وتشجيع تطوير صناعة أكثر تنافسية وفعالية. يعتبر الكثيرون أن البنوك المملوكة للدولة ضعيفة الأداء كوسيط مالي. توجد لوائح واسعة النطاق، بما في ذلك الضوابط على معدلات العائد والائتمان المدعوم لمناطق محددة. يُنظر إلى القطاع المصرفي في إيران على أنه تحوط محتمل ضد إلغاء الدعم، حيث من غير المتوقع أن يكون للخطة أي تأثير مباشر على البنوك.
اعتبارًا من عام 2008، كان الطلب على الخدمات المصرفية الاستثمارية محدودًا. لا تزال الدولة تسيطر على الاقتصاد. إن عمليات الاندماج والاستحواذ نادرة الحدوث وتميل إلى أن يتم بين لاعبي الدولة، والتي لا تتطلب نصيحة من معيار دولي. أسواق رأس المال في مرحلة مبكرة من التطور. تميل «الخصخصة» من خلال البورصة إلى تضمين بيع الشركات المملوكة للدولة إلى الجهات الحكومية الأخرى. هناك أيضًا نقص في الشركات الخاصة المستقلة الكبيرة التي يمكن أن تستفيد من استخدام البورصة لزيادة رأس المال. اعتبارًا من عام 2009، لم يكن هناك سوق كبير لسندات الشركات. تتطور الخدمات المصرفية الإلكترونية في إيران بسرعة. إن رأس المال الأولي المطلوب البالغ 70 مليون دولار لافتتاح كل بنك إلكتروني كما وافق عليه مجلس النقد والائتمان يقارن بـ 200 مليون دولار المطلوبة لإنشاء بنك خاص في الدولة.

## أنواع المؤسسات المالية
اعتبارًا من عام 2011، تم إيداع حوالي 80 ٪ من ثروة البلاد في بنوك الدولة الإيرانية و 20 ٪ المتبقية في البنوك الخاصة. المؤسسات المالية الإيرانية هي:
- البنوك
- مؤسسات التمويل والائتمان
- صناديق «غرزولة حسنة» (صناديق إسلامية غير ربحية - تكرر العديد من وظائف مقدمي الائتمان الأصغر)

## الخدمات المصرفية الإسلامية
من الناحية النظرية، تستخدم البنوك الإيرانية المعاملات «المؤقتة» القائمة على الفائدة ولكنها تحتفظ بالمعايير المحاسبية للأعمال المصرفية التقليدية. في عام 2009، شكلت البنوك الإيرانية حوالي 40 في المائة من إجمالي الأصول لأكبر 100 بنك إسلامي في العالم. توجد ثلاثة من البنوك الإسلامية الأربعة الرائدة هناك؛ وجاء مصرف ملي إيران، الذي بلغت أصوله 45.5 مليار دولار، في المرتبة الأولى، يليه مصرف الراجحي السعودي، وبنك ملات بمبلغ 39.7 مليار دولار، وبنك صادرات إيران بقيمة 39.3 مليار دولار. وذكرت مجموعة الأبحاث الآسيوية بانكر أن «البنوك الإيرانية لا تزال هي الجهات الفاعلة المصرفية الإسلامية السائدة، حيث تحتفظ بسبعة من أصل العشرة الأوائل و 12 من أصل 100». وفقًا لمجموعة سي أي أم بي جروب، يعد التمويل الإسلامي الجزء الأسرع نموًا في النظام المالي العالمي، ومن المتوقع أن ترتفع مبيعات السندات الإسلامية بنسبة 24 بالمائة لتصل إلى 25 مليار دولار في عام 2010. ومع ذلك، فإن معظم الموارد المالية الإيرانية موجهة نحو التجارة والتهريب والمضاربة بدلاً من الإنتاج والتصنيع.

## معدلات
اعتبارًا من عام 2010، يتم تحديد سعر الفائدة بين البنوك (أي سعر ما بين البنوك) من قبل حكومة إيران (من قبل مجلس جمعية البنوك الإيرانية). من الناحية العملية، لأن النظام المصرفي للجمهورية الإسلامية يعمل على أساس إسلامي بدون فوائد، لا توجد «أسعار فائدة» في حد ذاتها ولكن فقط أسعار إقراض «الربح المؤقت» تسمى مبادلة .

### معدلات الإيداع
اعتبارًا من عام 2010، استحوذت البنوك الخاصة على 11 في المائة من سوق المال بأكمله في إيران.

## الأصول والخصوم المصرفية
وبنك ميلي وسديرا وسيبة هي أكبر ثلاثة مصارف في إيران. تخطط الحكومة لتسوية متأخرات الحكومة، وإعادة رسملة البنوك وتعزيز السلطات الإشرافية (2016). ويقدر صندوق النقد الدولي أن الدين العام قد يصل إلى 40٪ من الناتج المحلي الإجمالي بمجرد الاعتراف بمتأخرات الحكومة للقطاع الخاص.

## قائمة البنوك الإيرانية
في عام 2010، أدرجت ذا بنكر 13 مصرفًا إيرانيًا في «أفضل 1000 مصرف في العالم». في عام 2005، كان النظام المصرفي الإيراني يتألف من بنك مركزي، و 10 بنوك تجارية ومتخصصة مملوكة للحكومة، وأربعة بنوك تجارية خاصة. في عام 2004 كان هناك 13952 فرعا للبنوك التجارية، 53 منها فرعا أجنبيا. ولدى البنوك المتخصصة 2663 فرعا. اعتبارًا من عام 2016، يعمل في البنوك في إيران أكثر من 200.000 موظف في أكثر من 23000 فرع من البنوك والمؤسسات الائتمانية في جميع أنحاء البلاد،  منها 10000 فرع تحتاج إلى التخلص منها وفقًا لخبراء البنوك.
| مصرف                 | سكور (إيران) | الدرجة (العالمية) | القوة المصرفية / قاعدة رأس المال (مليون دولار) | القوة المصرفية / قاعدة رأس المال (التغير٪) | إجمالي الأصول (مليون دولار) | إجمالي الأصول (النتيجة) | إجمالي الأصول (٪ التغيير) | نسبة المصداقية / رأس المال إلى الأصول (٪) | نسبة المصداقية / رأس المال إلى الأصول (التقييم) | الأداء / العائد على رأس المال (٪) | الأداء / العائد على رأس المال (درجة) | العائد على الأصول (٪) | العائد على الأصول (التقييم) |
| -------------------- | ------------ | ----------------- | ---------------------------------------------- | ------------------------------------------ | --------------------------- | ----------------------- | ------------------------- | ----------------------------------------- | ----------------------------------------------- | --------------------------------- | ------------------------------------ | --------------------- | --------------------------- |
| بنك صادرات إيران     | 1            | 259               | 3110                                           | 4.46                                       | 54,877                      | 3                       | 14.22                     | 5.66                                      | 7                                               | 25.63                             | 8                                    | 1.45                  | 7                           |
| بنك باسارجاد         | 2            | 266               | 3,057                                          | 147.7                                      | 18,057                      | 8                       | 47.41                     | 16.93                                     | 3                                               | 20.69                             | 9                                    | 3.5                   | 2                           |
| بنك الصناعة والمناجم | 3            | 310               | 2,550                                          | -2.16                                      | 9432                        | 10                      | 12.1                      | 27.04                                     | 2                                               | 3.2                               | 13                                   | 0.87                  | 10                          |
| بنك ملات             | 4            | 320               | 2,402                                          | نيوتن                                      | 68370                       | 2                       | نيوتن                     | 3.51                                      | 12                                              | 32.59                             | 15                                   | 1.14                  | 9                           |
| بنك التجارة          | 5            | 350               | 2,103                                          | 13.6                                       | 45188                       | 4                       | 18.65                     | 4.66                                      | 9                                               | 27.14                             | 7                                    | 1.26                  | 8                           |

### البنوك التجارية المملوكة للحكومة
| لا. | اسم البنك         | اسم البنك (بالفارسية) | سنة التأسيس | عدد الفروع (منزلية) | عدد الفروع (الدولية) |
| --- | ----------------- | --------------------- | ----------- | ------------------- | -------------------- |
| 1   | بنك ملي إيران     | بانک ملی ایران        | 1927        | 3,300               |                      |
| 2   | بنك سبه           | بانک سپه              | 1925        | 2000                |                      |
| 3   | بنك إيران المركزي | پست بانک ایران        | 2006        | 400                 |                      |

### البنوك المتخصصة المملوكة للحكومة
| لا. | اسم البنك                      | اسم البنك (بالفارسية)     | سنة التأسيس | عدد الفروع (منزلية) | عدد الفروع (الدولية) |
| --- | ------------------------------ | ------------------------- | ----------- | ------------------- | -------------------- |
| 1   | بنك كيشافارزي إيران (الزراعة)  | بانک کشاورزی              | 1933        | 1,900.              |                      |
| 2   | بنك مسكن (الإسكان)             | بانک مسکن                 | 1938        |                     |                      |
| 3   | بنك الصناعة والمناجم           | بانک صنعت ومعدن           | 1983        | 65                  |                      |
| 4   | البنك الإيراني لتنمية الصادرات | بانک توسعه صادرات إيران   | 1991        | 34                  |                      |
| 5   | بنك التنمية التعاوني           | بانک توسعه تعاون          | 2009        |                     |                      |
| 6   | بنك قرز الحسنة مهر إيران       | بانک قرض الحسنه مهر ایران | 2007        |                     |                      |

### البنوك غير المملوكة للحكومة
| لا. | اسم البنك             | اسم البنك (بالفارسية) | سنة التأسيس | عدد الفروع (منزلية) | عدد الفروع (الدولية) |
| --- | --------------------- | --------------------- | ----------- | ------------------- | -------------------- |
| 1   | البنك اقتصاد نوین     | بانک اقتصاد نوین      | 2001        | 680                 | 21                   |
| 2   | بنك بارسيان           | بانک پارسیان          | 2002        | 160                 |                      |
| 3   | مصرف كارافرين         | بانک کار آفرین        | 2001        | 52                  |                      |
| 4   | بنك سامان             | بانک سامان            | 2002        | 123                 |                      |
| 5   | بنك باسارجاد          | بانک پاسارگاد         | 2005        | 296                 |                      |
| 6   | مصرف السرمية          | بانک سرمایه           | 2005        |                     |                      |
| 7   | بنك سينا              | بانک سینا             | 2009        | 260                 |                      |
| 8   | مصرف أينداه           | بانک آینده            | 2012        |                     |                      |
| 9   | بنك شهر               | بانک شهر              | 2010        | 131                 |                      |
| 10  | اليوم البنك           | بانک دی               | 2010        |                     |                      |
| 11  | بنك الأنصار           | بانک انصار            | 2010        |                     |                      |
| 12  | بنك التجارة           | بانک تجارت            | 1979        | 1887                |                      |
| 13  | بنك رفح               | بانک رفاه             | 1960        | 1128                |                      |
| 14  | بنك صادرات إيران      | بانک صادرات إيران     | 1952        | 3300                | 30                   |
| 15  | بنك ملات              | بانک ملت              | 1980        | 1820                | 4                    |
| 16  | بنك حكمت الإيراني     | بانک حکمت ایرانیان    | 2011        |                     |                      |
| 17  | بنك السياحة           | بانک گردشگری          | 2010        |                     |                      |
| 18  | بنك إيران زامين       | بانک ایران زمین       | 2011        |                     |                      |
| 19  | بنك الشرق الأوسط      | بانک خاورمیانه        | 2012        |                     |                      |
| 20  | بنك قرز الحسنة رسالات | بانک قرض الحسنه رسالت | 2012        |                     |                      |
| 21  | بنك غافامين           | بانک قوامین           | 2012        |                     | [ 34 ]               |

### مؤسسات الاستثمار
| لا. | اسم المعهد                | اسم المؤسسة (بالفارسية)            | سنة التأسيس | عدد الفروع (منزلية) | عدد الفروع (الدولية) |
| --- | ------------------------- | ---------------------------------- | ----------- | ------------------- | -------------------- |
| 1   | شركة غدير للاستثمار       | سرمایه‌گذاری غدیر                   | 1991        |                     |                      |
| 2   | أمينيب                    | تأمین سرمایه امین                  | 2008        |                     |                      |
| 3   | بنك اقنصاد نوین           | شرکت سرمایه گذاری بانک اقنصاد نوین | 1994        |                     |                      |
| 4   | بنك باسارجاد              | شرکت سرمایه گذاری بانک پاسارگاد    | 2008        |                     |                      |
| 5   | تركواز بارتنرز            | شرکت سرمایه گذاری فیروزه           | 2005        |                     |                      |
| 6   | شركة مفيد للأوراق المالية | شرکت کارگزاری مفید                 | 1994        |                     |                      |
| 7   | بنك تأمين ميلت            | تأمین سرمایه بانک ملت              | 2011        |                     |                      |

## روابط خارجية
الروابط العامة
- تاريخ المصرفية في إيران

الإحصائيات، الميزانيات، التحليل والقوانين المصرفية
- جمهورية إيران الإسلامية: تقرير موظفي صندوق النقد الدولي - إحصائيات حول القطاع المصرفي وتوقعات الاقتصاد الكلي من قبل صندوق النقد الدولي (مارس 2010)
- البنك المركزي الإيراني - إحصائيات مفصلة عن الاقتصاد والقطاعات الإيرانية، بما في ذلك المراجعات السنوية
- منظمة تشجيع التجارة الإيرانية - العديد من المعلومات المفيدة حول التجارة والاستثمار الأجنبي المباشر والتقارير الاقتصادية والجمارك والقوانين والإحصاءات والروابط والفرص للمستثمرين في إيران (تابعة لوزارة التجارة الإيرانية)

تقارير متخصصة
- دليل إيران للصيرفة والأسواق المالية، (ردمك 1-4387-2384-9) ، منشورات الأعمال الدولية، الولايات المتحدة الأمريكية (2010)
- وحدة الاستخبارات الاقتصادية: تقرير الخدمات المالية - إيران (2010)